# Tercera División de España 1997-98
La temporada 1997-98 de la Tercera División de España de fútbol fue la cuarta categoría de las Ligas de fútbol de España durante esta campaña, por debajo de la Segunda División B y por encima de las Divisiones regionales. Comenzó el 31 de agosto de 1997 y finalizó el 28 de junio de 1998 con la promoción de ascenso. 

## Promoción de ascenso a Segunda División B

### Equipos participantes
Los equipos participantes de la promoción de ascenso a Segunda División B de la temporada 1997-98 fueron los 4 primeros clasificados de cada grupo, los cuales se exponen en la siguiente tabla:
Se indican en negrita los equipos que consiguieron el ascenso.
| Grupo I                   | Grupo II                      | Grupo III        | Grupo IV                | Grupo V               |
| ------------------------- | ----------------------------- | ---------------- | ----------------------- | --------------------- |
| 1º S.D. Compostela "B"    | 1º C.D. Lealtad               | 1º C.D. Tropezón | 1º C.D. Basconia        | 1º F.C. Barcelona "C" |
| 2º C.D. Lalín             | 2º A.D. Universidad de Oviedo | 2º S.D. Noja     | 2º Zalla U.C.           | 2º Palamós C.F.       |
| 3º R.C. Celta de Vigo "B" | 3º Navia C.F.                 | 3º U.M. Escobedo | 3º Real Sociedad F. "B" | 3º C.E. Mataró        |
| 4º Betanzos C.F.          | 4º C. Siero                   | 4º Castro F.C.   | 4º S.D. Amorebieta      | 4º C.D. Tortosa       |

| Grupo VI         | Grupo VII                          | Grupo VIII                       | Grupo IX           | Grupo X                   |
| ---------------- | ---------------------------------- | -------------------------------- | ------------------ | ------------------------- |
| 1º C.D. Eldense  | 1º Aranjuez C.F.                   | 1º C.F. Palencia Cristo Olímpico | 1º C.D. Linares    | 1º A.D. Ceuta             |
| 2º Benidorm C.D. | 2º C.D. Móstoles                   | 2º S.D. Gimnástica Segoviana     | 2º C. Poli. Ejido  | 2º C.D. San Fernando      |
| 3º Pinoso C.F.   | 3º Real Madrid C. F. "C"           | 3º S.D. Ponferradina             | 3º C.P. Granada 74 | 3º C.D. San Roque de Lepe |
| 4º C.D. Olímpic  | 4º U.D. San Sebastián de los Reyes | 4º U.D. Salamanca "B"            | 4º Vélez C.F.      | 4º Algeciras C.F.         |

| Grupo XI                  | Grupo XII                | Grupo XIII                 | Grupo XIV               | Grupo XV             |
| ------------------------- | ------------------------ | -------------------------- | ----------------------- | -------------------- |
| 1º C.D. Atlético Baleares | 1º Universidad LPGC C.F. | 1º Cartagonova C.F.        | 1º Jerez C.F.           | 1º C.D. Calahorra    |
| 2º C.D. Constancia        | 2º C.D. Corralejo        | 2º Águilas C.F.            | 2º Mérida Promesas U.D. | 2º Peña Sport F.C.   |
| 3º C.F. Sporting Mahonés  | 3º U.D. Las Palmas "B"   | 3º Sangonera Atlético C.F. | 3º S.P. Villafranca     | 3º C.D. Logroñés "B" |
| 4º C.F. Villafranca       | 4º U.D. Lanzarote        | 4º Caravaca C.F.           | 4º C.D. Badajoz "B"     | 4º C.D. Azcoyen      |

| Grupo XVI           | Grupo XVII                     |
| ------------------- | ------------------------------ |
| 1º C.D. Binéfar     | 1º Hellín Deportivo            |
| 2º U. D. Fraga      | 2º U.B. Conquense              |
| 3º C.F. Figueruelas | 3º Puertollano Industrial C.F. |
| 4º U.D. Casetas     | 4º C.D. Guadalajara            |

### Equipos ascendidos
Los siguientes equipos obtuvieron el ascenso a Segunda División B:
| Grupo I - C.D. Lalín Grupo II - C.D. Lealtad Grupo III - C.D. Tropezón - S.D. Noja Grupo IV - No ascendió ningún equipo de este grupo Grupo V - Palamós C.F. Grupo VI - Benidorm C.D. | Grupo VII - C.D. Móstoles - U.D. San Sebastián de los Reyes Grupo VIII - No ascendió ningún equipo de este grupo Grupo IX - No ascendió ningún equipo de este grupo Grupo X - A.D. Ceuta - Algeciras C.F. Grupo XI - No ascendió ningún equipo de este grupo Grupo XII - Universidad LPGC C.F. | Grupo XIII - Cartagonova C.F. - Águilas C.F. Grupo XIV - Jerez C.F. Grupo XV - C.D. Calahorra Grupo XVI - C.D. Binéfar Grupo XVII - U.B. Conquense |